# Отважный и смелый
«Отва́жный и сме́лый» (англ. The Brave and the Bold) — будущий американский полнометражный супергеройский фильм, основанный на комиксах издательства DC Comics о Бэтмене и Робине. Пятая по счёту кинокартина в медиафраншизе «Вселенная DC», представляющая собой перезапуск серии фильмов о Бэтмене. Производством занимаются студии DC Studios и Double Dream, а распространением — Warner Bros. Pictures. Режиссёр фильма — Энди Мускетти.
В октябре 2014 года началась разработка сольного фильма о Бэтмене в рамках франшизы «Расширенная вселенная DC», а Бен Аффлек был прикреплён к проекту в качестве режиссёра и исполнителя главной роли. Вскоре Аффлек покинул пост режиссёра, а на его место встал Мэтт Ривз, переработавший проект в фильм «Бэтмен» (2022) с Робертом Паттинсоном в главной роли, действие которого разворачивается в отдельной вселенной. Став главами DC Studios, Джеймс Ганн и Питер Сафран начали работу над новой версией Бэтмена для «Вселенной DC», не связанной с Аффлеком и Паттинсоном. Основанный на комиксах Гранта Моррисона 2006—2013 годов, сюжет впервые с момента выхода фильма «Бэтмен и Робин» (1997) исследует на экране «Бэт-семью», показывая в качестве Робина Дэмиена Уэйна, сына Бэтмена. Мускетти получил должность режиссёра в июне 2023 года.
Фильм «Отважный и смелый» станет частью первой главы «Вселенной DC» под названием «Боги и монстры».

## Персонажи
- Брюс Уэйн / Бэтмен: светский человек из Готэм-Сити, ведущий двойную жизнь таинственного линчевателя[2].
- Дэмиен Уэйн / Робин: сын Брюса, в течение первых восьми-десяти лет своей жизни обучавшийся навыкам наёмного убийцы[2].

## Производство

### Предыстория
В августе 2013 года Бен Аффлек был утверждён на роль Брюса Уэйна / Бэтмена в медиафраншизе «Расширенная вселенная DC». Актёр дебютировал в кинокомиксе «Бэтмен против Супермена: На заре справедливости» (2016), а затем появился в фильмах «Отряд самоубийц» (2016) и «Лига справедливости» (2017). В октябре 2014 года кинокомпания Warner Bros. рассказала о планах на сольный фильм про Бэтмена с участием Аффлека. В июле 2015 года Аффлек начал переговоры об участии в качестве режиссёра и соавтора сценария. В январе 2017 года Аффлек заявил о своём уходе с поста режиссёра, и вскоре его место занял Мэтт Ривз. К концу года Ривз переработал проект в фильм «Бэтмен» (2022), никак с «Расширенной вселенной DC» не связанный. Роберт Паттинсон получил роль более молодой версии Бэтмена, а Ривз начал развивать общую вселенную Бэтмена, состоящую из трилогии фильмов и нескольких спин-офф-сериалов.
В апреле 2022 года Discovery, Inc. и WarnerMedia, материнская компания Warner Bros., слились воедино, образовав конгломерат Warner Bros. Discovery (WBD), главой которого стал Дэвид Заслав. Новая компания собиралась организовать «перестройку» внутри DC Entertainment, и Заслав начал поиски человека, который, аки президент Marvel Studios Кевин Файги, занял бы пост главы новой дочерней компании. В октябре того же года сценарист / режиссёр Джеймс Ганн и продюсер Питер Сафран стали председателями и директорами новообразованной компании DC Studios. Через неделю после вступления в должности они начали работу над многолетним планом новой франшизы, получившей название «Вселенная DC» и представляющей собой «мягкую перезагрузку» «Расширенной вселенной DC». По словам Заслава, в новом плане «не будет четырёх Бэтменов». Источники издания Deadline Hollywood подтвердили, что в дальнейшем Аффлек не вернётся к роли, но сможет снять проект для «Вселенной DC».

### Разработка
В декабре 2022 года Ганн заявил, что Бэтмен будет «важной частью „Вселенной DC“», и опроверг слухи об интеграции версии Паттинсона со своей киновселенной, хотя некоторое время такая идея имела место. В следующем месяце Ривз рассказал о встрече с Ганном и Сафраном на предмет того, как можно было избежать конфликта в их планах. 31 января Ганн и Сафран обнародовали расписание первых проектов «Вселенной DC», которая начнётся с первой главы, получившей название «Боги и монстры». Третий фильм главы, представляющий версию Бэтмена из «Вселенной DC», получил название «Отважный и смелый» (англ. The Brave and the Bold). Версия Бэтмена, созданная Ривзом, продолжит существовать вне основной сюжетной линии «Вселенной DC» под лейблом DC Elseworlds. По словам Ганна и Сафрана, «Отважный и смелый» впервые с момента выхода фильма «Бэтмен и Робин» (1997) будет исследовать Бэт-семью, представив в качестве Робина Дэмиена Уэйна, сына Брюса. Ганн назвал фильм «странной историей об отце и сыне» в лице Бэтмена и Робина соответственно, основанной на комиксах Гранта Моррисона, выходивших в период с 2006 по 2013 год. На следующий день комиксы Моррисона вошли в список бестселлеров среди комиксов на Amazon.
К июню главным кандидатом на пост режиссёра фильма для студии являлся Энди Мускетти. Ранее он снял для «Расширенной вселенной DC» фильм «Флэш» (2023), в котором появились версии Бэтмена в исполнении Аффлека и Майкла Китона. Формально Мускетти не планировалось привлекать к производству до завершения работы над сценарием, которая возобновилась бы только по окончании забастовки Гильдии сценаристов США. Позднее в том же месяце, ещё до премьеры «Флэша», Энди Мускетти получил должность режиссёра, а его сестра Барбара должна была спродюсировать фильм наряду с Ганном и Сафраном через свою продюсерскую компанию Double Dream. Сценарист «Флэша» Кристина Ходсон, также входящая в состав комнаты сценаристов «Вселенной DC», рассматривалась на должность сценариста «Отважного и смелого», но предпочла ему работу над фильмом «Форсаж 11» (2027). По состоянию на март 2024 года брат и сестра Мускетти занимались работой над фильмом, однако не могли определиться с тем, какой из их проектов будет реализован следующим. Они обсуждали с Ганном возможные идеи сюжета и тон картины. В декабре Мускетти сказал, что работа над «Отважным и смелым» поставлена на паузу и что он занят написанием сценария к другому фильму. С Ганном он не разговаривал с момента начала съёмок фильма «Супермен» (2025) весной 2024 года. Ганн заявил, что технически «Отважный и смелый» не был перенесён; также он объяснил, что анонсировал в рамках первой главы «Вселенной DC» те проекты, которые находились в разработке, но не планировал давать разрешение на начало съёмок до тех пор, пока его не будет устраивать качество сценария. Фильм о Бэтмене стал одним из тех, качеством которых он не был удовлетворён. Мускетти говорил, что хочет снять фильм и будет этому только рад, но DC Studios нужно время, чтобы убедиться, что он не будет пересекаться с фильмом Ривза «Бэтмен. Часть 2» (2027).
В рамках «Вселенной DC» Бэтмен впервые появился в первом сезоне мультсериала «Монстры-коммандос» (2024—2025), первого по дате выхода проекта киновселенной. Ганн решил не пересказывать известную зрителям историю происхождения Бэтмена, а сделать его в рамках франшизы уже известным супергероем по аналогии с Суперменом. Во время создания первого сезона Ганн не мог определиться с тем, как будет выглядеть Бэтмен, поэтому его появление ограничилось силуэтом. В феврале 2025 года Ганн и Сафран обновили расписание «Главы первой». По их словам, «Отважный и смелый» активно разрабатывался без участия Мускетти, но по завершении работы над сценарием он будет «первым, кто его увидит». Ганн взял на себя функции «движущей силы» проекта и тесно сотрудничал с неназванным сценаристом. Он заявил, что не исключает вероятности первого появления Бэтмена в другом проекте, хотя на тот момент времени актёр на эту роль ещё не был выбран. В июне журналисты The Hollywood Reporter Аарон Коуч и Борис Кит поставили под сомнение наличие у проекта сценариста.

## Премьера
Фильм «Отважный и смелый» выйдет в прокат США и станет частью первой главы «Вселенной DC» под названием «Боги и монстры».